# Andree Werner

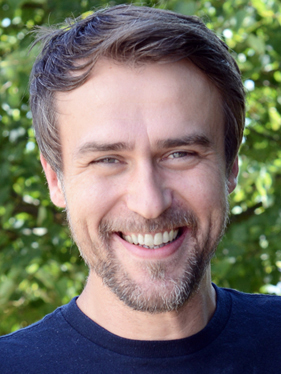
Andree Werner (2015)

Andree Werner (* 15. März 1974 in Möhnesee-Körbecke, Nordrhein-Westfalen) ist ein deutscher Moderator, Sprecher und Redakteur.

## Leben
Andree Werner machte nach dem Hauptschulabschluss (1990) eine vierjährige Ausbildung zum Industriemechaniker (Fachrichtung Maschinen- und Systemtechnik). Am Sauerlandkolleg Arnsberg absolvierte er 2001 das Abitur. Es folgte zwischen 2007 und 2009 sein Volontariat bei dem NRW-Lokalsender 107.7 Radio Hagen.
Bereits 2003 hatte er als Freier Mitarbeiter bei Hellwegradio in Soest und bei Radio Sauerland in Meschede gearbeitet. In Meschede moderierte er 2003 auch seine erste Sendung „S-Club-Charts“. In den folgenden Jahren moderierte er unter anderen für SR 1 Europawelle, Radio Salü, Classic Rock Radio sowie RTL Radio in Luxemburg. Dort war er zwischen Mai 2013 und Juni 2015 gelegentlich in der Morningshow „Guten Morgen Deutschland“ und regelmäßig am Nachmittag zu hören.
Bis August 2016 arbeitete Andree Werner auch als freiberuflicher Sprecher. Er sprach Werbespots unter anderen für „Luxair Tours“, „BabyOne“ oder für die Banque de Luxembourg. Für die Sender SR Kultur und SR 3 Saarlandwelle hat Werner bis Ende 2024 auch regelmäßig die Nachrichten präsentiert.
Seit dem 1. September 2016 ist Andree Werner bei SR3 Saarlandwelle als Moderator, Sprecher, Produzent und in der Online-Redaktion tätig. Bei SR 3 moderierte er zwischen dem 12. September 2016 und 6. Januar 2018 auch die bundesweite Sendung ARD-Hitnacht in insgesamt 117 Sendungen.
Zwischen März 2017 und Dezember 2022 moderierte Andree Werner in insgesamt 262 TV-Sendungen von „Das Saarlandwetter“ im SR-Fernsehen.
Seit Anfang 2025 arbeitet Andree Werner im Hörfunkbereich auch als Trainer für Moderation, Nachrichtenpräsentation und Reportagen.

## Musik
Andree Werner war zwischen den Jahren 1996 und 2001 Sänger und Gitarrist bei der Alternative-Rockband „puppetland“. Die beiden Alben „Leaf“ (1997) und „Two Minds“ (1999) wurden 2023 remastered und auf verschiedenen Streamingportalen veröffentlicht. Bei der saarländischen Band „Chambre ¿ Chambre“ spielt Andree Werner seit 2013 verschiedene Percussionsinstrumente sowie Keyboard. Das Debütalbum „Chambre ¿ Chambre“ wurde im Oktober 2023 digital veröffentlicht. In einem Projekt mit dem Rapper und Produzenten Stefan Lenz gründete Werner, der verschiedene Instrumente spielt, im Jahr 2000 das Soloprojekt „endorphonika“ (heute „endorphonica“). Stücke aus dieser Zeit und aktuelle Werke veröffentlicht Werner heute auf der Musikplattform Soundcloud. Neben Band- und Soloprojekten arbeitete Werner auch 10 Jahre als Dozent im Volksmusikerbund NRW. Als geprüfter C1 Registerleiter unterrichtete Werner in der Zeit Anfänger und Fortgeschrittene an der kleinen Marschtrommel.

## Privates
Andree Werner lebt seit 2010 im Saarland. Mit seiner Frau und seinem Sohn wohnt er in der Landeshauptstadt Saarbrücken.